# 卡洛·斯福尔扎
卡洛·斯福尔扎伯爵（義大利語：Carlo Sforza，1872年1月24日—1952年9月4日），是一位意大利外交官、政治家。他出身于著名的斯福尔扎家族，1896年从比萨大学法学院毕业后，斯福尔扎开始进入外交领域。他曾历任驻开罗（1896年）、巴黎（1897年）等地的领事馆随员，随后在伊斯坦堡（1901年）、北京及布加勒斯特担任使馆秘书或代办。
斯福尔扎在第一次世界大战期间赞成意大利加入协约国阵营参战，他于1920年担任乔瓦尼·乔利蒂内阁外交大臣直到1921年7月4日该内阁倒台为止，期间他签署了《拉帕洛条约》。斯福尔扎于1922年2月被任命为驻法国大使，但在贝尼托·墨索里尼上台后不久辞职。他在参议院领导反法西斯力量，1926年因局势恶化被迫流亡海外；他在流亡期间相继出版了《欧洲的独裁统治》、《当代意大利》与《欧洲联合》等多部著作，他在其中具体分析了法西斯主义的意识形态并猛烈抨击英国、法国等地区的“绥靖主义”思潮。1937年，意大利反法西斯领袖卡洛·罗塞利在巴黎遇刺身亡后，斯福尔扎伯爵便成为海外反法西斯主义运动事实上的领导人。
1943年9月3日意大利投降后，斯福尔扎结束流亡生涯回到了自己的祖国，并于1944年6月接受了伊万诺埃·博诺米的邀请，加入了他领导的临时政府。他在1946年成为意大利共和党的一员，同时作为外交部长他积极响应致力于复苏欧洲社会经济的马歇尔计划。斯福尔扎也是意大利亲欧政策的坚定倡导者和设计者之一，他与阿尔契德·加斯贝利总理带领意大利加入了欧洲理事会。1951年4月18日，他参与签署巴黎条约促成了欧洲煤钢共同体的建立，意大利由此成为其创始会员国之一。1952年9月4日，斯福尔扎伯爵在罗马去世。

## 荣誉
圣莫里斯和拉撒路勋章 – 1919年12月21日
 意大利王冠勋章 - 1920年2月29日
 至圣天使报喜勋章 - 1920年12月21日
 一级自由十字勋章

## 延伸阅读
- Liebmann, George W. Diplomacy between the Wars: Five Diplomats and the Shaping of the Modern World (London  I. B. Tauris, 2008)
- Miller, Marion. "The Approaches to European Institution-Building of Carlo Sforza, Italian Foreign Minister, 1947–51." Building Postwar Europe (Palgrave Macmillan, London, 1995) pp. 55–69.